# Verkiezingen voor het Europees Parlement 2013 in Kroatië
Naar aanleiding van de toetreding van Kroatië tot de Europese Unie op 1 juli 2013 werden op 14 april in dat land tussentijdse Europese Parlementsverkiezingen gehouden om voor het eerst Kroatische vertegenwoordigers in het Europees Parlement te kiezen.
Kroatië had twaalf zetels in het Europees Parlement toegewezen gekregen. Het totaal aantal zetels in het parlement steeg hierdoor van 754 naar 766.
Zes Kroatische afgevaardigden sloten zich aan bij de fractie van de Europese Volkspartij (christendemocraten), en eveneens zes bij de fractie van de Progressieve Alliantie van Socialisten en Democraten.

## Deelnemende partijen en resultaten
Slechts 3 lijsten konden zetels bemachtigen. Het kartel HDZ/HSP AS/BUZ werd het grootste met 6 zetels, het kartel SDP/HNS/HSU behaalde 5 zetels en de HL behaalde 1 zetel.
| Lijst nr | Partij (of kartel van meerdere partijen) | Lijsttrekker            | %       | Zetels |
| -------- | --- | ----------------------- | ------- | ------ |
| 1        | Alfabet van de democratie (ABECEDA) | Mirko Makaus            | 0,66 %  | 0/12   |
| 2        | Agenda Jonge Democraten (AMD) | Vedran Vidmar           | 0,49 %  | 0/12   |
| 3        | Jeugd Actie (AM) | Mario Lozančić          | 1,49 %  | 0/12   |
| 4        | Sociaaldemocratische Actie van Kroatië (ASH) Democratische Vrouwenpartij (DSŽ) Alliantie voor Verandering (SP) Partij van de Kroatische Gepensioneerden - Blok van Gezamenlijke Gepensioneerden (SUH) | Ivan Pernar             | 0,86 %  | 0/12   |
| 5        | Actie voor een beter Kroatië (ABH) Alleen Kroatië - Beweging voor Kroatië (JEDINO HRVATSKA) | Marjan Bošnjak          | 0,61 %  | 0/12   |
| 6        | Autochtone - Kroatische Boerenpartij (A-HSS) | Branko Borković         | 0,92 %  | 0/12   |
| 7        | Autochtone - Kroatische Partij van Rechten (A-HSP) | Dražen Keleminec        | 0,32 %  | 0/12   |
| 8        | Democratisch Centrum (DC) | Slobodan Lang           | 0,73 %  | 0/12   |
| 9        | Stem van de Rede (GLAS RAZUMA) Međimurje Partij (MS) | Srećko Sladoljev        | 0,67 %  | 0/12   |
| 10       | Kroatische groei - Beweging voor een welvarend Kroatië (HRAST) | Ladislav Ilčić          | 2,55 %  | 0/12   |
| 11       | Kroatische Pure Partij van Rechten (HČSP) | Tomislav Sunić          | 0,71 %  | 0/12   |
| 12       | Kroatische Democratische Unie (HDZ) Kroatische Partij van Rechten dr. Ante Starčević (HSP AS) Blok van Gezamenlijke Gepensioneerden (BUZ)                                                             | Dubravka Šuica          | 32,86 % | 6/12   |
| 13       | Kroatische Partij van de Arbeid (HRS) | Mladen Novosel          | 0,53 %  | 0/12   |
| 14       | Kroatische Boerenpartij (HSS) Kroatische Sociaal-Liberale Partij (HSLS) | Miroslav Rožić          | 3,86 %  | 0/12   |
| 15       | Kroatische Partij van Rechten (HSP) | Daniel Srb              | 1,39 %  | 0/12   |
| 16       | Kroatische Democratische Alliantie van Slavonië en Baranja (HDSSB) Kroatische Democratische Libertaire Alliantie van Dalmatië (HDSSD) Groen Kroatië (ZH)                                              | Stjepan Ribić           | 3,01 %  | 0/12   |
| 17       | Kroatische arbeiders - Partij van de Arbeid (HL) | Nikola Vuljanić         | 5,77 %  | 1/12   |
| 18       | Groepslijst van onafhankelijke kandidaten - Ivan Jakovčić (KLGB-IJ) | Ivan Jakovčić           | 3,84 %  | 0/12   |
| 19       | Onze partij (NS) Nieuwe Servische Partij (NSS) | Jovan Ajduković         | 0,53 %  | 0/12   |
| 20       | Onafhankelijke Kroatische boeren (NSH) | Mato Mlinarić           | 0,49 %  | 0/12   |
| 21       | Familiepartij (OS) | Katarina Tonković Pigac | 0,59 %  | 0/12   |
| 22       | Piratenpartij (PS) | Maša Utković            | 1,13 %  | 0/12   |
| 23       | Beweging voor een modern Kroatië (PZMH) | Ante Roso               | 0,52 %  | 0/12   |
| 24       | Sociaaldemocratische Partij van Kroatië (SDP) Kroatische Volkspartij - Liberaal Democraten (HNS) Kroatische Seniorenpartij (HSU)                                                                      | Tonino Picula           | 32,07 % | 5/12   |
| 25       | Socialistische Arbeiderspartij van Kroatië (SRP) | Boris Bogdanić          | 0,48 %  | 0/12   |
| 26       | Seniorenpartij (SU) | Mira Čokić              | 1,48 %  | 0/12   |
| 27       | Onafhankelijke lijst van Zagreb (ZNL) | Dijana Kobas Dešković   | 0,28 %  | 0/12   |
| 28       | Samen groen (ZZ) | Toni Vidan              | 1,16 %  | 0/12   |

Opmerkingen:
- 'Groen Kroatië' heeft als officiële afkorting ZELENI HR. Omdat er een kartel van 3 partijen is, is deze afkorting te lang en wordt er op Wikipedia de afkorting ZH gebruikt, naar de Kroatische naam van de lijst: 'Zeleni Hrvatske'.
- 'Groepslijst van onafhankelijke kandidaten — Ivan Jakovčić' heeft geen officiële afkorting. Daarom wordt op Wikipedia de afkorting KLGB-IJ gebruikt, naar de Kroatische naam van de lijst: 'Kandidacijska lista grupe biraca — Ivan Jakovcic'.
- 'Beweging voor een modern Kroatië' heeft geen officiële afkorting. Daarom wordt op wikipedia de afkorting PZMH gebruikt, naar de Kroatische naam van de lijst: 'Pokret za modernu Hrvatsku'.
- 'Samen groen' heeft geen officiële afkorting. Daarom wordt op Wikipedia de afkorting ZZ gebruikt, naar de Kroatische naam van de lijst: 'Zeleni Zajedno'.

### De kandidaten naar lijst en verkozenen
Verkozen kandidaten in het vet gedrukt.
| 1: ABECEDA | 2: AMD | 3: AM | 4: ASH - DSŽ - SP - SUH |
| --- | --- | --- | --- |
| 1. Mirko Makaus 2. Gordana Popović 3. Maja Vujanić 4. Renata Vrdoljak 5. Ivan Cvetković 6. Slavko Mandekić 7. Mira Horvat 8. Samir Mučoli 9. Vladimir Konečny 10. Sandra Bonifačić Baričević 11. Oliver Pavić 12. Dorotea Pavletić | 1. Vedran Vidmar 2. Igor Kindij 3. Zoran Pavlović 4. Ana Šivak 5. Irena Bošković 6. Vjekoslav Bošković 7. Boris Čubrić 8. Antonio Barnjak 9. Mirna Lekić 10. Valerija Kasumović 11. Klementina Bašković 12. Aleksandar Zemunik | 1. Mario Lozančić 2. Robert Kurelić 3. Mandica Vranjić 4. Mario Marolin 5. Mia Masnjak 6. Tomislav Mamić 7. Ivana Griparić 8. Tomislav Lesinger 9. Branka Janjić 10. Ivana Malarić 11. Ilija Pašalić 12. Lada Crnobori | 1. Ivan Pernar 2. Zlatko Klarić 3. Marija Jelinčić 4. Danica Sardelić 5. Laura Olujić 6. Snježana Novak 7. Emil-Franjo Markanović 8. Vladimira Palfi 9. Sanja Juriša 10. Damir Trnačić 11. Dušan Cvetanović 12. Zahir Kurbašić |

| 5: ABH - JEDINO HRVATSKA | 6: A-HSS | 7: A-HSP | 8: DC |
| --- | --- | --- | --- |
| 1. Marjan Bošnjak 2. Mario Slaviček 3. Neđeljka Batinović 4. Slaven Šuba 5. Igor Jelčić 6. Mladen Panjako 7. Anđela Salapić 8. Jurica Štelma 9. Ivan Pepić 10. Antun Lauc 11. Igor Kovač 12. Željko Cvrtila | 1. Branko Borković 2. Bruno Langer 3. Gordana Radić 4. Marin Vidić 5. Petar Mikloš Weisz 6. Sanja Kumpar 7. Jasenko Stipac 8. Alen Fućak 9. Rajka Rigler-Kunović 10. Tomislav Čepelja 11. Ariana Petrić 12. Alojz Horvat | 1. Dražen Keleminec 2. Petar Vučić 3. Miroslav Starček 4. Ivanka Polić 5. Mladen Schwartz 6. Neno Doždor 7. Šime Tolić 8. Milan Bingula 9. Rudolf Forko 10. Mladen Šepić 11. Feliks Šauli 12. Denis Šešelj | 1. Slobodan Lang 2. Aida Cvjetković 3. Vida Demarin 4. Darko Dovranić 5. Joško Juvančić 6. Vjera Katalinić 7. Dragan Milanović 8. Branko Pek 9. Danijel Rehak 10. Tibor Santo 11. Ina Vukić 12. Petar Bašić |

| 9: GLAS RAZUMA - MS | 10: HRAST | 11: HČSP | 12: HDZ - HSP AS - BUZ |
| --- | --- | --- | --- |
| 1. Srećko Sladoljev 2. Đula Rušinović-Sunara 3. Lidija Gajski 4. Ivan Rude 5. Aleksandar Soltyšik 6. Nikola Duper 7. Aida Jukić 8. Milan Perkovac 9. Dubravka Finka 10. Ratko Martinović 11. Tanja Popović Filipović 12. Sonja Jadreško | 1. Ladislav Ilčić 2. Krešimir Miletić 3. Ivan Poljaković 4. Ivica Grković 5. Hrvoje Hitrec 6. Marcela Šperanda 7. Kuzma Kovačić 8. Pero Vučica 9. Carla Konta 10. Hrvoje Šlezak 11. Jelena Ćorić Mudrovčić 12. Dživo Brčić | 1. Tomislav Sunić 2. Krešimir Mihajlović 3. Jasenka Haleuš 4. Ksenija Musa 5. Ivan Lozo 6. Dražen Pehar 7. Mate Bekavac 8. Ivan Pavić 9. Daria Lončarević 10. Marin Perković 11. Dinko Putnik 12. Zlatko Šram | 1. Dubravka Šuica 2. Andrej Plenković 3. Davor Ivo Stier 4. Ivana Maletić 5. Zdravka Bušić 6. Ruža Tomašić 7. Željana Zovko 8. Kristijan Tušek 9. Antun Krševan Dujmović 10. Zdravko Krmek 11. Ivan Bubić 12. Milivoj Špika |

| 13: HRS | 14: HSS - HSLS | 15: HSP | 16: HDSSB - HDSSD - ZH |
| --- | --- | --- | --- |
| 1. Mladen Novosel 2. Vanja Babić Žagar 3. Ivona Katuša 4. Romina Đidara 5. Katica Babić 6. Dragan Momčilović 7. Franjo Markulinčić 8. Željko Šantek 9. Neven Velić 10. Tomislav Jurić 11. Danijel Findrik 12. Ivan Brleković | 1. Miroslav Rožić 2. Goran Bandov 3. Ružica Vukovac 4. Ivana Pukšec 5. Ljubomir Majdandžić 6. Renata Šeperić Petak 7. Ivan Božikov 8. Marija Kukić 9. Diana Pečkaj Vuković 10. Nevenka Cigrovski 11. Nela Kovačević 12. Slobodan Mikac | 1. Daniel Srb 2. Ilijana Vrbat Pejić 3. Pejo Trgovčević 4. Berislav Gržanić 5. Pero Kovačević 6. Dean Girotto 7. Mira Antić 8. Antun Kljenak 9. Ivana Gudić 10. Paul Cota 11. Ivana Gudić 12. Frano Vranjković | 1. Stjepan Ribić 2. Boris Antunović 3. Boro Grubišić 4. Hrvoje Tomasović 5. Zdravko Peko 6. Slavica Jelinić 7. Marija Mamić 8. Marina Kovač Jurković 9. Borko Baraban 10. Tamara Palčić 11. Ivan Sambunjak 12. Dražen Đurović |

| 17: HL | 18: KLGB-IJ | 19: NS - NSS | 20: NSH |
| --- | --- | --- | --- |
| 1. Nikola Vuljanić 2. Marita Brčić 3. Stipe Drmić 4. Dina Domijan 5. Damir Hršak 6. Drago Čulina 7. Đulijano Grum 8. Silvija Dološić 9. William Negri 10. Zdenka Brebrić 11. Marija Schubert 12. Aljana Kovačić | 1. Ivan Jakovčić 2. Nela Sršen 3. Vlasta Piližota 4. Nikola Ivaniš 5. Darko Lorencin 6. Nikola Lunić 7. Giovanni Cernogoraz 8. Snježana Abramović Milković 9. Marija Đurin 10. Tomislav Goll 11. Viviana Benussi 12. Nataša Plišić | 1. Jovan Ajduković 2. Slavko Mirnić 3. Svetislav Lađarević 4. Dragan Todić 5. Milenko Živković 6. Ljiljana Sremac 7. Ljubomir Ajduković 8. Ratko Mrđa 9. Petko Tomić 10. Đorđe Maksimović 11. Srđan Vasiljević 12. Bojan Erić | 1. Mato Mlinarić 2. Vesna Vrankić 3. Tomo Ostojić 4. Azra Kovačić 5. Dubravka Mavrin 6. Antun Ištvanović 7. Lucija Biljaka 8. Antun Furjan 9. Robertina Čuhnil 10. Marica Čičak 11. Vesna Nježić 12. Vladimir Novotny |

| 21: OS | 22: PS | 23: PZMH | 24: SDP - HNS - HSU |
| --- | --- | --- | --- |
| 1. Katarina Tonković Pigac 2. Dušan Bešlić 3. Krešimir Štetić 4. Anđa Ćurić-Slunjski 5. Marina Sabljić 6. Josip Tomičić 7. Tomislav Jurić 8. Zlatko Gregov 9. Nikola Roca 10. Goran Perić 11. Marija Studen 12. Dražen Dujmović | 1. Maša Utković 2. Ivan Voras 3. Miroslav Ambruš-Kiš 4. Goran Kauzlarić 5. Ivan Ožvatić 6. Sonja Papeš 7. Marko Sučić 8. Dario Vidović 9. Marko Doko 10. Juraj Fleiss 11. Hrvoje Jegjud 12. Bojan Kopitar | 1. Ante Roso 2. Sandra Bršec Rolih 3. Radovan Smokvina 4. Claudia Čović 5. Sulejman Tabaković 6. Darko Petričić 7. Sonja Vlahek 8. Jozo Čabraja 9. Željko Popović 10. Pašk Kačinari 11. Jurica Ilić 12. Damir Gašparović | 1. Tonino Picula 2. Biljana Borzan 3. Marino Baldini 4. Oleg Valjalo 5. Sandra Petrović Jakovina 6. Jozo Radoš 7. Marija Ilić 8. Sabina Glasovac 9. Vedrana Gujić 10. Ivica Lukanović 11. Melita Mulić 12. Snježana Španjol |

| 25: SRP | 26: SU | 27: ZNL | 28: ZZ |
| --- | --- | --- | --- |
| 1. Boris Bogdanić 2. Vladimir Kapuralin 3. Ivan Vlainić 4. Jasna Tkalec 5. Lidija Čulo 6. Davor Rakić 7. Vesna Nikolić-Grgaš 8. Dragica Lovreković 9. Dalibor Vidović 10. Vlado Bušić 11. Vanja Vojvodić 12. Danijel Pikutić | 1. Mira Čokić 2. Žarko Delač 3. Gorana Medvidović 4. Jaroslav Masarini 5. Katica Grgić 6. Stefan Novak 7. Branka Malnar 8. Mirko Bijelonjić 9. Lidija Stiplošek 10. Ivica Glavaš 11. Nataša Mihić 12. Ivan Pintur | 1. Dijana Kobas Dešković 2. Mario Obradović 3. Ana-Marija Kulušić 4. Janko Ivaniš 5. Ivana Grčić 6. Mateo Gulam 7. Iva Bionda Vranaričić 8. Nikola Brebrić 9. Ksenija Datković 10. Marko Matoic 11. Marija Šušenj 12. Damir Grgić | 1. Toni Vidan 2. Aleksandra Starčević 3. Bojana Genov-Matunci 4. Mladen Kordić 5. Renata Vranyczany Azinović 6. Zlatko Burić 7. Vera Petrinjak-Šimek 8. Zoran Ferić 9. Svjetlana Lugar 10. Toni Gabrić 11. Ivana Babić 12. Vladimir Lay |

### Kroatische namen van de deelnemende partijen
| Afkorting           | Volledige naam |
| ------------------- | --- |
| ABECEDA             | Abeceda demokracije |
| AMD                 | Agenda mladih demokrata |
| AM                  | Akcija mladih |
| ASH DSŽ SP SUH      | Akcija socijaldemokrata Hrvatske Demokratska stranka žena Savez za promjene Stranka umirovljenika Hrvatske - Blok umirovljenici zajedno |
| ABH JEDINO HRVATSKA | Akcija za bolju Hrvatsku Jedino Hrvatska - Pokret za Hrvatsku                                                                           |
| A-HSS               | Autohtona - Hrvatska seljačka stranka                                                                                                   |
| A-HSP               | Autohtona – Hrvatska stranka prava |
| DC                  | Demokratski centar |
| GLAS RAZUMA MS      | Glas razuma Međimurska stranka |
| HRAST               | Hrast - Pokret za uspješnu Hrvatsku (Hrvatski rast - Pokret za uspješnu Hrvatsku)                                                       |
| HČSP                | Hrvatska čista stranka prava |
| HDZ HSP AS BUZ      | Hrvatska demokratska zajednica Hrvatska stranka prava dr. Ante Starčević Blok umirovljenici zajedno                                     |
| HRS                 | Hrvatska radnička stranka |
| HSS HSLS            | Hrvatska seljačka stranka Hrvatska socijalno-liberalna stranka                                                                          |
| HSP                 | Hrvatska stranka prava |
| HDSSB HDSSD ZH      | Hrvatski demokratski savez Slavonije i Baranje Hrvatski demokratski slobodarski savez Dalmacije Zeleni Hrvatske (Zeleni HR)             |
| HL                  | Hrvatski laburisti - Stranka rada |
| KLGB-IJ             | Kandidacijska lista grupe biraca - Ivan Jakovcic                                                                                        |
| NS NSS              | Naša stranka Nova srpska stranka |
| NSH                 | Nezavisni seljaci Hrvatske |
| OS                  | Obiteljska stranka |
| PS                  | Piratska stranka |
| PZMH                | Pokret za modernu Hrvatsku |
| SDP HNS HSU         | Socijaldemokratska partija Hrvatske Hrvatska narodna stranka - liberalni demokrati Hrvatska stranka umirovljenika                       |
| SRP                 | Socijalistička radnička partija Hrvatske                                                                                                |
| SU                  | Stranka umirovljenika |
| ZNL                 | Zagrebačka nezavisna lista |
| ZZ                  | Zeleni Zajedno |